# 헤나투 지르네이 플로렌시우 산투스
헤나투 지르네이 플로렌시우 산투스(포르투갈어: Renato Dirnei Florêncio Santos, 1979년 5월 15일 ~ )는 통상 헤나투라 불리는 브라질의 전 축구 선수로, 현역 시절 포지션은 중앙 미드필더였다.
헤나투는 그렇게 크지 않은 키의 중앙 미드필더이지만, 헤더 능력이 좋은 것으로 평가를 받았다. 헤나투는 커리어 대부분을 스페인에서 보냈으며, 세비야 FC에서만 286경기에 출전하여 39골을 기록하였다.
셀레상의 일원으로 2년간 활동하였으며, 코파 아메리카와 컨페더레이션스컵 명단에 포함되었다. 코파 아메리카에서는 전 경기 풀타임 출장을 기록하였다.

### 대표팀 기록
2015년 11월 4일 기준
| 브라질 | 브라질 | 브라질 |
| 연도   | 출장   | 득점   |
| ------ | ------ | ------ |
| 2003   | 4      | 0      |
| 2004   | 12     | 0      |
| 2005   | 11     | 0      |
| Total  | 27     | 0      |

## 수상

### 국가대표

#### 브라질
- 코파 아메리카 (1) : 2004
- FIFA 컨페더레이션스컵 (1) : 2005

### 클럽

#### 산투스
- 캄페오나투 브라질레이루 세리이 A (2) : 2002, 2004
- 캄페오나투 파울리스타 (2) : 2015, 2016

#### 세비야
- UEFA컵 (2) : 2005–06, 2006–07
- UEFA 슈퍼컵 (1) : 2006
- 코파 델 레이 (2) : 2006–07, 2009–10
- 수페르코파 데 에스파냐 (1) : 2007

#### 보타포구
- 캄페오나투 카리오카 (1) : 2013

### 개인
- 볼라 지 오우루 (1) : 2003